# تور دو فرانس ۲۰۱۲
تور دو فرانس ۲۰۱۲ نودونهمین دورهٔ مسابقات تور دو فرانس، یکی از گرند تورهای دوچرخه‌سواری جاده، بود. این مسابقه در ۳۰ ژوئن در لیژ از توابع بلژیک آغاز شد و در ۲۲ ژوئیه در شانزه‌لیزه به پایان رسید. مسابقه شامل ۲۱ مرحله از جمله پرولوگ افتتاحیه بود و مسیری به مسافت ۳۴۹۶٫۹ کیلومتر را طی می‌کرد. افزون بر پرولوگ، دو مرحلهٔ نخست نیز در بلژیک برگزار شد و یک مرحله در سوئیس خاتمه یافت. بردلی ویگینز از تیم اسکای برندهٔ رده‌بندی اصلی شد و به نخستین رکابزن بریتانیایی فاتح تور تبدیل شد. هم‌تیمی او کریس فروم در رتبهٔ دوم ایستاد و وینچنزو نیبالی (لیکویگاس-کنندیل) بر سکوی سوم جای گرفت.
در هفتهٔ نخست، پیراهن طلایی بر تن فابیان کانچلارا (ریدیوشک–نیسان) بود. ویگینز که رتبهٔ دوم پرولوگ را کسب کرده بود، در روز هفتم که نخستین مرحلهٔ کوهستانی برگزار شد، رهبری مسابقه را به دست آورد و آن را تا پایان تور حفظ کرد. او در دو تایم تریل پیروز شد و در مراحل کوهستانی از رقبای اصلی خود عقب نیفتاد. فروم نیز در تایم تریل‌ها دوم شد و در کوهستان‌ها در کنار ویگینز بود.
پیتر ساگان که در سه مرحله پیروز شده بود، برندهٔ رده‌بندی امتیازی شد. آندره گرایپل (لوتو–بلیسول) و مارک کاوندیش نیز هرکدام در سه مرحله برنده شدند. توما ووکلر (تیم اروپ‌کار) که در دو مرحلهٔ کوهستانی برنده شده بود، قهرمان رده‌بندی کوهستان شد. تیجی فن گاردرن (تیم مسابقه بی‌ام‌سی) برندهٔ رده‌بندی رکابزن جوان شد و قهرمانی رده‌بندی تیمی به ریدیوشک–نیسان رسید. کریس آنکر سورنسن (ساکسو بانک-تینکوف بانک) نیز جایزهٔ جنگندگی تور را کسب کرد.

## تیم‌ها
۲۲ تیم در تور دو فرانس ۲۰۱۲ شرکت کردند. همهٔ ۱۸ تیم جهانی بایستی در تور حضور می‌یافتند. در ۶ آوریل ۲۰۱۲ سازمان ورزشی آموری که برگزار کنندهٔ تور بود، چهار تیم حرفه‌ای قاره‌ای که سهمیهٔ شرکت در تور را دریافت کرده بودند، معرفی کرد. این سهمیه‌ها به سه تیم فرانسوی (کوفیدیس،  تیم اروپ‌کار و سور-سوجاسون) و یک تیم هلندی (آرگوس-شیمانو) رسید. معارفهٔ تیم‌ها و رکابزنان در مقابل رسانه‌ها در ۲۸ ژوئن در کاخ اسقف‌های شاهزاده در شهر لیژ انجام شد..
هر تیم شامل ۹ رکابزن بود و تور با حضور ۱۹۸ رکابزن آغاز شد. ۳۵ رکابزن برای نخستین بار در تور شرکت می‌کردند و ۱۵۳ رکابزن توانستند تور را به پایان برسانند. رکابزنانی از ۳۱ کشور در تور حضور داشتند.

## مسیر و مراحل
سازمان ورزشی آموری در ۲۹ اکتبر ۲۰۱۰ لیژ را به عنوان میزبان مراحل افتتاحیهٔ تور ۲۰۱۲ معرفی کرد.. در ۱۸ نوامبر جزئیات بیشتری از سه مرحلهٔ نخست اعلام شد. هشت روز پیش از معرفی رسمی مسیر در کاخ کنگرهٔ پاریس، مسیر کامل مسابقه به صورت اتفاقی در وبگاه آموری منتشر شد. مسیر این دوره شامل خط پایان کوهستانی کمتری نسبت به سال‌های اخیر بود و تمرکز بیشتر بر مراحل نیمه‌کوهستانی و تایم تریل معطوف شده بود. تور یک هفته زودتر از زمان معمول آغاز شد تا با افتتاحیهٔ المپیک تلاقی نداشته باشد.
پس از سه مرحلهٔ نخست در بلژیک، مسابقه به شمال فرانسه منتقل شد. مرحلهٔ هفتم در کوه‌های ووژ خاتمه یافت و مرحلهٔ هشتم وارد کوهستان ژورا شد. مراحل دهم و یازدهم در آلپ برگزار شد و دو مرحلهٔ بعدی در ساحل مدیترانه طی شدند. تور در مرحلهٔ چهاردهم وارد بخش شرقی پیرنه شد و مراحل شانزدهم و هفدهم در غرب پیرنه برگزار شد. مرحلهٔ نوزدهم به شمال شرقی فرانسه برگشت و در نهایت تور در شانزه لیزه به پایان رسید.
۲۱ مرحلهٔ تور در مسافت ۳۴۹۶٫۹ کیلومتر برگزار شد و ۱۳۳٫۱ کیلومتر کوتاه‌تر از تور ۲۰۱۱ بود. بلندترین مرحلهٔ تور، مرحلهٔ دوازدهم به مسافت ۲۲۶ کیلومتر بود. مسافت طی شده در سه مرحلهٔ تایم تریل ۱۰۱٫۱ کیلومتر بود که دو برابر دورهٔ پیشین بود. از نظر درجهٔ سختی مراحل، ۹ مرحله مسطح، ۴ مرحله نیمه‌کوهستانی و ۵ مرحله کوهستانی در نظر گرفته شد. مراحل هفتم، یازدهم و هفدهم دارای خط پایان کوهستانی بود. گردنه گران کلمبیه در آلپ برای نخستین بار معرفی شد و جزء شش کوهستان با درجهٔ استثنایی در این مسابقه بود. گردنه تورماله به ارتفاع ۲۱۱۵ متر بلندترین نقطه‌ای بود که تور (در مرحلهٔ شانزدهم) از آن گذشت.
| مرحله | تاریخ    | مسیر                                      | مسافت                        | نوع                          | نوع                          | برنده                        |                              |
| ----- | -------- | ----------------------------------------- | ---------------------------- | ---------------------------- | ---------------------------- | ---------------------------- | ---------------------------- |
| پ     | ۳۰ ژوئن  | لیژ (بلژیک)                               | ۶٫۴ کیلومتر (۴ مایل)         |                              | تایم تریل انفرادی            | فابیان کانچلارا (SUI)        |                              |
| ۱     | ۱ ژوئیه  | لیژ (بلژیک) به سرن (بله)                  | ۱۹۸ کیلومتر (۱۲۳ مایل)       |                              | مرحلهٔ مسطح                   | پیتر ساگان (SVK)             |                              |
| ۲     | ۲ ژوئیه  | ویزه (بلژیک) به تورنه (بلژیک)             | ۲۰۷٫۵ کیلومتر (۱۲۹ مایل)     |                              | مرحلهٔ مسطح                   | مارک کاوندیش (GBR)           |                              |
| ۳     | ۳ ژوئیه  | Orchies به بولون-سور-مر                   | ۱۹۷ کیلومتر (۱۲۲ مایل)       |                              | مرحلهٔ نیمه‌کوهستانی           | پیتر ساگان (SVK)             |                              |
| ۴     | ۴ ژوئیه  | ابویل به روان                             | ۲۱۴٫۵ کیلومتر (۱۳۳ مایل)     |                              | مرحلهٔ مسطح                   | آندره گرایپل (GER)           |                              |
| ۵     | ۵ ژوئیه  | روان (فرانسه) به Saint-Quentin            | ۱۹۶٫۵ کیلومتر (۱۲۲ مایل)     |                              | مرحلهٔ مسطح                   | آندره گرایپل (GER)           |                              |
| ۶     | ۶ ژوئیه  | اپرنه به مس                               | ۲۰۷٫۵ کیلومتر (۱۲۹ مایل)     |                              | مرحلهٔ مسطح                   | پیتر ساگان (SVK)             |                              |
| ۷     | ۷ ژوئیه  | Tomblaine به La Planche des Belles Filles | ۱۹۹ کیلومتر (۱۲۴ مایل)       |                              | مرحلهٔ نیمه‌کوهستانی           | کریس فروم (GBR)              |                              |
| ۸     | ۸ ژوئیه  | بلفور به پورانترویی                       | ۱۵۷٫۵ کیلومتر (۹۸ مایل)      |                              | مرحلهٔ نیمه‌کوهستانی           | تیبو پینو (FRA)              |                              |
| ۹     | ۹ ژوئیه  | Arc-et-Senans به بزانسون                  | ۴۱٫۵ کیلومتر (۲۶ مایل)       |                              | تایم تریل انفرادی            | بردلی ویگینز (GBR)           |                              |
|       | ۱۰ ژوئیه | ماکن                                      | ماکن                         |                              | روز استراحت                  | روز استراحت                  |                              |
| ۱۰    | ۱۱ ژوئیه | ماکن به بلگارد-سور-والزرین                | ۱۹۴٫۵ کیلومتر (۱۲۱ مایل)     |                              | مرحلهٔ کوهستانی               | توما ووکلر (FRA)             |                              |
| ۱۱    | ۱۲ ژوئیه | آلبرت‌ویل به La Toussuire -Les Sybelles    | ۱۴۸ کیلومتر (۹۲ مایل)        |                              | مرحلهٔ کوهستانی               | پیر رولان (FRA)              |                              |
| ۱۲    | ۱۳ ژوئیه | سن-ژان-دو-مورین به آنونی-Davézieux        | ۲۲۶ کیلومتر (۱۴۰ مایل)       |                              | مرحلهٔ نیمه‌کوهستانی           | دیوید میلار (GBR)            |                              |
| ۱۳    | ۱۴ ژوئیه | Saint-Paul-Trois-Châteaux به Cap d'Agde   | ۲۱۷ کیلومتر (۱۳۵ مایل)       |                              | مرحلهٔ مسطح                   | آندره گرایپل (GER)           |                              |
| ۱۴    | ۱۵ ژوئیه | Limoux به فوآ                             | ۱۹۱ کیلومتر (۱۱۹ مایل)       |                              | مرحلهٔ کوهستانی               | لوئیس لئون سانچس (ESP)       |                              |
| ۱۵    | ۱۶ ژوئیه | Samatan به پو                             | ۱۵۸٫۵ کیلومتر (۹۸ مایل)      |                              | مرحلهٔ مسطح                   | پیریک فدریگو (FRA)           |                              |
|       | ۱۷ ژوئیه | پو                                        | پو                           |                              | روز استراحت                  | روز استراحت                  |                              |
| ۱۶    | ۱۸ ژوئیه | پو به بانیر-د-لوشون                       | ۱۹۷ کیلومتر (۱۲۲ مایل)       |                              | مرحلهٔ کوهستانی               | توما ووکلر (FRA)             |                              |
| ۱۷    | ۱۹ ژوئیه | بانیر-د-لوشون به Peyragudes               | ۱۴۳٫۵ کیلومتر (۸۹ مایل)      |                              | مرحلهٔ کوهستانی               | آلخاندرو والورده (ESP)       |                              |
| ۱۸    | ۲۰ ژوئیه | بلنیک به بریو-لا-گیارد                    | ۲۲۲٫۵ کیلومتر (۱۳۸ مایل)     |                              | مرحلهٔ مسطح                   | مارک کاوندیش (GBR)           |                              |
| ۱۹    | ۲۱ ژوئیه | بونوال به شارتر                           | ۵۳٫۵ کیلومتر (۳۳ مایل)       |                              | تایم تریل انفرادی            | بردلی ویگینز (GBR)           |                              |
| ۲۰    | ۲۲ ژوئیه | رامبوئییه به پاریس                        | ۱۲۰ کیلومتر (۷۵ مایل)        |                              | مرحلهٔ مسطح                   | مارک کاوندیش (GBR)           |                              |
|       | مجموع    | مجموع                                     | ۳٬۴۹۶٫۹ کیلومتر (۲٬۱۷۳ مایل) | ۳٬۴۹۶٫۹ کیلومتر (۲٬۱۷۳ مایل) | ۳٬۴۹۶٫۹ کیلومتر (۲٬۱۷۳ مایل) | ۳٬۴۹۶٫۹ کیلومتر (۲٬۱۷۳ مایل) | ۳٬۴۹۶٫۹ کیلومتر (۲٬۱۷۳ مایل) |

## رده‌بندی نهایی
| راهنما | راهنما                | راهنما | راهنما                        |
| ------ | --------------------- | ------ | ----------------------------- |
|        | برندهٔ رده‌بندی اصلی    |        | برندهٔ رده‌بندی امتیازی         |
|        | برندهٔ رده‌بندی کوهستان |        | برندهٔ رده‌بندی رکابزنان جوان   |
|        | برندهٔ رده‌بندی تیمی    |        | برندهٔ جایزهٔ تهاجمی‌ترین رکابزن |

### رده‌بندی اصلی
| رتبه | رکابزن                  | تیم               | زمان     |
| ---- | ----------------------- | ----------------- | -------- |
| ۱    | بردلی ویگینز (GBR)      | تیم اسکای         | ۸۷:۳۴:۴۷ |
| ۲    | کریس فروم (GBR)         | تیم اسکای         | ۳:۲۱+    |
| ۳    | وینچنزو نیبالی (ITA)    | لیکویگاس-کنندیل   | ۶:۱۹+    |
| ۴    | یورخن فان دن بروک (BEL) | لوتو–بلیسول       | ۱۰:۱۵+   |
| ۵    | تیجی فن گاردرن (USA)    | تیم مسابقه بی‌ام‌سی | ۱۱:۰۴+   |
| ۶    | آیمر سوبلدیا (ESP)      | ریدیوشک–نیسان     | ۱۵:۴۱+   |
| ۷    | کدل ایونز (AUS)         | تیم مسابقه بی‌ام‌سی | ۱۵:۴۹+   |
| ۸    | پیر رولان (FRA)         | تیم اروپ‌کار       | ۱۶:۲۶+   |
| ۹    | یانز برایکوویچ (SLO)    | آستانه            | ۱۶:۳۳+   |
| ۱۰   | تیبو پینو (FRA)         | اف‌دی‌جی–بیگ‌مت      | ۱۷:۱۷+   |

### رده‌بندی امتیازی
| رتبه | رکابزن                    | تیم                    | امتیاز |
| ---- | ------------------------- | ---------------------- | ------ |
| ۱    | پیتر ساگان (SVK)          | لیکویگاس-کنندیل        | ۴۲۱    |
| ۲    | آندره گرایپل (GER)        | لوتو–بلیسول            | ۲۸۰    |
| ۳    | متیو گاس (AUS)            | اوریکا–گرین‌اج          | ۲۶۸    |
| ۴    | مارک کاوندیش (GBR)        | تیم اسکای              | ۲۲۰    |
| ۵    | ادوالد بوئاسون هاگن (NOR) | تیم اسکای              | ۱۶۰    |
| ۶    | بردلی ویگینز (GBR)        | تیم اسکای              | ۱۴۴    |
| ۷    | کریس فروم (GBR)           | تیم اسکای              | ۱۲۶    |
| ۸    | لوئیس لئون سانچس (ESP)    | رابوبانک               | ۱۰۴    |
| ۹    | Juan José Haedo (ARG)     | ساکسو بانک-تینکوف بانک | ۱۰۲    |
| ۱۰   | کدل ایونز (AUS)           | تیم مسابقه بی‌ام‌سی      | ۱۰۰    |

### رده‌بندی کوهستان
| رتبه | رکابزن                 | تیم                    | امتیاز |
| ---- | ---------------------- | ---------------------- | ------ |
| ۱    | توما ووکلر (FRA)       | تیم اروپ‌کار            | ۱۳۵    |
| ۲    | فردریک کسیاکوف (SWE)   | آستانه                 | ۱۲۳    |
| ۳    | کریس آنکر سورنسن (DEN) | ساکسو بانک-تینکوف بانک | ۷۷     |
| ۴    | پیر رولان (FRA)        | تیم اروپ‌کار            | ۶۳     |
| ۵    | آلخاندرو والورده (ESP) | موویستار               | ۵۱     |
| ۶    | کریس فروم (GBR)        | تیم اسکای              | ۴۸     |
| ۷    | اگوی مارتینس (ESP)     | ایوسکالتل-ایوسکادی     | ۴۳     |
| ۸    | تیبو پینو (FRA)        | اف‌دی‌جی–بیگ‌مت           | ۴۰     |
| ۹    | بریز فلو (FRA)         | سور-سوجاسون            | ۳۸     |
| ۱۰   | دن مارتین (IRL)        | گارمین–شارپ            | ۳۴     |

### رده‌بندی رکابزن جوان
| رتبه | رکابزن                    | تیم                | زمان     |
| ---- | ------------------------- | ------------------ | -------- |
| ۱    | تیجی فن گاردرن (USA)      | تیم مسابقه بی‌ام‌سی  | ۸۷:۴۵:۵۱ |
| ۲    | تیبو پینو (FRA)           | اف‌دی‌جی–بیگ‌مت       | ۶:۱۳+    |
| ۳    | استون کرایسوایک (NED)     | رابوبانک           | ۱:۰۵:۴۸+ |
| ۴    | رین تارامه (EST)          | کوفیدیس            | ۱:۱۶:۴۸+ |
| ۵    | گورکا ایزاگیره (ESP)      | ایوسکالتل-ایوسکادی | ۱:۲۱:۱۵+ |
| ۶    | رافائل وایس (ESP)         | وکانسولیل–دی‌سی‌ام   | ۱:۲۶:۵۳+ |
| ۷    | پیتر ساگان (SVK)          | لیکویگاس-کنندیل    | ۱:۲۷:۳۳+ |
| ۸    | دومینیک نرتس (GER)        | لیکویگاس-کنندیل    | ۱:۳۱:۰۸+ |
| ۹    | ادوالد بوئاسون هاگن (NOR) | تیم اسکای          | ۱:۴۱:۳۰+ |
| ۱۰   | داویده مالاکارنه (ITA)    | تیم اروپ‌کار        | ۱:۴۶:۴۱+ |

### رده‌بندی تیمی
| رتبه | تیم               | زمان      |
| ---- | ----------------- | --------- |
| ۱    | ریدیوشک–نیسان     | ۲۶۳:۱۲:۱۴ |
| ۲    | تیم اسکای         | ۵:۴۶+     |
| ۳    | تیم مسابقه بی‌ام‌سی | ۳۶:۲۹+    |
| ۴    | آستانه            | ۴۳:۲۲+    |
| ۵    | لیکویگاس-کنندیل   | ۱:۰۴:۵۵+  |
| ۶    | موویستار          | ۱:۰۸:۱۶+  |
| ۷    | تیم اروپ‌کار       | ۱:۰۸:۴۶+  |
| ۸    | کاتیوشا           | ۱:۱۲:۴۶+  |
| ۹    | اف‌دی‌جی–بیگ‌مت      | ۱:۱۹:۳۰+  |
| ۱۰   | آژ۲آر لا موندیال  | ۱:۴۱:۱۵+  |